# Піхотна дивізія «Генеральна губернія»
Піхотна дивізія «Генеральна губернія» (нім. Infanterie-Division Generalgouvernement) — піхотна дивізія Вермахту, що існувала наприкінці Другої світової війни.

## Історія
Піхотна дивізія «Генеральна губернія» сформована 13 лютого 1944 року на території Генерал-губернаторства в адміністративних одиницях Лемберг та Люблін, як «дивізія-тінь» (нім. Schatten-Division). У березні підрозділи передані на посилення 72-ї піхотної дивізії.

## Райони бойових дій
- Генерал-губернаторство (лютий — березень 1944)

## Склад
| Березень 1944                                        |
| ---------------------------------------------------- |
| Гренадерський полк «Лемберг»                         |
| Гренадерський полк «Люблін»                          |
| Протитанкова батарея «Генеральна губернія»           |
| Інженерний батальйон «Генеральна губернія»           |
| Дивізійна рота зв'язку «Генеральна губернія»         |
| Дивізійне управління логістики «Генеральна губернія» |